# Vuzmetinci
Vuzmetinci este o localitate din comuna Ormož, Slovenia, cu o populație de 140 de locuitori.